# David Alerte
David Alerte (La Trinité, 18 settembre 1984) è un velocista francese.
Ha vinto il bronzo agli Europei 2006 a Göteborg nella staffetta.
Con la staffetta 4x100 francese, ha ottenuto 37"40 e il secondo posto in Coppa Europa di atletica leggera nel 2007 a Monaco di Baviera.
Fa parte della selezione francese dei Campionati del mondo di atletica leggera 2007.

## Palmarès
| Anno | Manifestazione           | Sede       | Evento      | Risultato | Prestazione | Note |
| ---- | ------------------------ | ---------- | ----------- | --------- | ----------- | ---- |
| 2006 | Europei                  | Göteborg   | 4×100 m     | Bronzo    | 39"07       |      |
| 2009 | Mondiali                 | Berlino    | 200 m piani | 8º        | 20"68       |      |
| 2010 | Europei                  | Barcellona | 200 m piani | 8º        | 1'27"24     |      |
| 2013 | Giochi della Francofonia | Nizza      | 200 m piani | 6º        | 21"61       |      |
| 2013 | Giochi della Francofonia | Nizza      | 4×100 m     | Argento   | 39"36       |      |

## Altre competizioni internazionali
2006
- Coppa Europa di atletica leggera ( Malaga)

2007
- Coppa Europa di atletica leggera ( Monaco di Baviera)